# Pyotr II của Nga
Pyotr II (tiếng Nga: Пётр II Алексеевич; 23 tháng 10 năm 1715 – 30 tháng 1 năm 1730) là Hoàng đế Nga từ năm 1727 đến khi qua đời. Ông là con trai duy nhất của Thái tử Aleksei Petrovich và quận chúa Charlotte của Brunswick-Wolfenbüttel, người đã mất ngay sau khi sinh ra ông. Ông cũng là cháu nội (trực hệ) duy nhất của Pyotr I của Nga và hoàng hậu đầu tiên của ông này là Evdokiya Fyodorovna Lopukhina.

## Cuộc đời
Pyotr sinh tại Sankt-Peterburg ngày 12 tháng 10 năm 1715 (lịch Julius). Từ thời thơ ấu của ông thì Đại công tước mồ côi sớm này đã được câu lưu tại nơi hẻo lánh một cách nghiêm ngặt. Ông là người đầu tiên trong Hoàng gia Nga không có tước hiệu Hoàng tử mà có tước hiệu đại công tước. Ông nội của ông, Nga hoàng Pyotr I (còn gọi là Pyotr Đại Đế), nói chung không thừa nhận đứa cháu trai này. Những người bảo mẫu đầu tiên của ông là các bà vợ của các thủy thủ và những người bán rượu vang gốc Hà Lan sống tại Nga; một thủy thủ tên là Norman đã dạy ông những kiến thức cơ bản của nghề hàng hải và khi ông nhiều tuổi hơn một chút thì ông đã được đặt dưới sự chăm sóc của một người tị nạn gốc Hungary, Janos Zeikin, là một người thầy rất tận tâm và chu đáo của ông. Pyotr I đã ra một sắc luật vào năm 1722, theo đó Sa hoàng có quyền chỉ định người kế vị, nhưng ông đã không sử dụng quyền lực này. Sau khi Pyotr I chết năm 1725, nhiều quý tộc đã ủng hộ người cháu 9 tuổi của ông là Pyotr Alekseevich, nhưng khi đó nắm quyền lực lại là những người ủng hộ người vợ góa của Nga hoàng Pyotr I là Ekaterina I, đã cùng trị vì với chồng từ năm 1724.
Trong thời gian trị vì của Yekaterina I, Pyotr đã bị chối bỏ hẳn; nhưng chỉ trước khi bà này chết thì một điều trở nên rõ ràng đối với những người đang nắm quyền lực tại Nga là cháu nội của Pyotr Đại Đế không thể bị tách khỏi quyền kế vị lâu hơn nữa. Phần lớn dân chúng và khoảng ba phần tư tầng lớp quý tộc ủng hộ ông, trong khi đó ông bác đằng mẹ (chồng của chị mẹ) của ông, hoàng đế La Mã Thần thánh Karl VI, thông qua đại sứ của mình tại Sankt-Peterburg, đã kiên trì vận động và thúc đẩy quyền lợi của ông. Vấn đề này đã được dàn xếp giữa Aleksandr Danilovich Menshikov và Bá tước Andrey Ivanovich Osterman; và vào ngày 18 tháng 5 năm 1727 vua Pyotr II, theo các điều kiện trong di chúc cuối cùng (có thể là giả mạo) của Ekaterina I, đã chính vị hiệu Hoàng đế và Đấng cầm quyền chuyên chính của tất cả nước Nga.

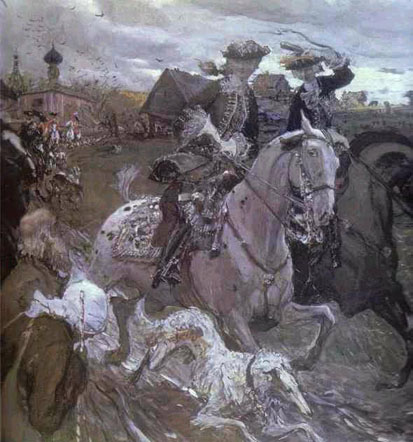
Pyotr II và cô của ông, Elizaveta Petrovna, đi săn (1900)

Tất cả thời gian trị vì của ông là cuộc đấu tranh giữa các nhóm quý tộc khác nhau, có ý định ràng buộc ông với các cuộc hôn nhân có lợi cho phe cánh của họ (với cô ruột, công chúa Elizaveta Petrovna hơn ông 6 tuổi - sau này là nữ hoàng Elizaveta của Nga trị vì từ năm 1741 đến 1762, sau đó là Maria, con gái của A. D. Menshikov, với nữ công tước Ekaterina Dolgoruka).
Thượng viện, hội đồng bí mật tối cao và những người bảo vệ đưa ra lời tuyên thệ trung thành ngay tức thì. Việc giáo dục vị hoàng tử trẻ được giao phố cho phó thủ tướng Ostermann. Menshikov đã khống chế Pyotr II và câu lưu ông tại cung điện của mình tại đảo Vasilievsky, có ý định gả con gái của mình là Maria cho Pyotr; nhưng ý định này đã thất bại do sự mất quyền lực của ông này (ngày 21 tháng 9 năm 1727); nhưng Pyotr cũng chỉ rơi vào tay của một công tước vô nguyên tắc là Vasiliy Lukich Dolgorukov, người đã đem ông từ Sankt-Peterburg tới Mạc Tư Khoa. Lễ đăng quang của Pyotr được tổ chức tại thành phố này vào ngày 25 tháng 2 năm 1728. Ông đã đính hôn với cháu gái của ông này là nữ công tước Ekaterina Dolgorukova, và đám cưới đã được định ngày vào 30 tháng 1 năm 1730; nhưng trong cùng ngày đó thì ông đã chết vì bệnh đậu mùa tại cung điện Petrovskii (Mạc Tư Khoa). Trong khi ông hấp hối, người vợ trẻ mới cưới đã được đưa vào giường ông nằm trong cố gắng vô vọng nhằm làm cho cô này có thai. Pyotr II cũng là vị Sa hoàng cuối cùng được chôn cất tại nhà thờ Arkhangelskii của Kremli tại Mạc Tư Khoa.
Sau khi vua Pyotr II qua đời, nhà Romanov đã không còn người kế vị là nam giới. Người kế vị ông là bác gái họ, nữ hoàng Anna Ioannovna.